# Дуб'янська Ангеліна Володимирівна
Ангеліна Володимирівна Дуб'янська (також Мірчева; нар. 23 січня 1994, Черкаси) — українська волейболістка. Срібна призерка всесвітньої студентської Універсіади 2015 року. Майстер спорту України міжнародного класу.

## Із біографії
Кар'єру професіональної спортсменки розпочала в тернопільській «Галичанці». У сезоні 2017/18 визнана кращою волейболісткою чемпіонату Кіпру. Влітку 2019 року перейшла до новоствореного СК «Прометей» з Кам'янського. Протягом сезону постійно конкурувала за місце основної зв'язуючої з Оленою Напалковою. У складі чеської «Дукли» дебютувала в Лізі чемпіонів.
У складі студентської збірної брала участь у двох Універсіадах (2015, 2019). На першому з турнірів у Південній Кореї здобула звання віце-чемпіонки. На цих змаганнях представляла Тернопільський національний економічний університет  і Харківську державну академію фізичної культури. 

## Клуби
| Роки      | Команди                    |
| --------- | -------------------------- |
| 2012—2017 | «Галичанка» (Тернопіль)    |
| 2017—2018 | «Лефке»                    |
| 2018—2019 | «Сокіл» (Штернберк)        |
| 2018—2019 | «Галичанка» (Тернопіль)    |
| 2019—2020 | СК «Прометей» (Кам'янське) |
| 2021—2021 | «Регіна» (Рівне)           |
| 2021—2022 | «Дукла» (Ліберець)         |
| 2022—2023 | «Шельми» (Брно)            |

## Статистика
Статистика виступів в єврокубках:
| Сезон   | Клуб               | Турнір         | Ігри | Сети | Очки | Ср. | Примітки |
| ------- | ------------------ | -------------- | ---- | ---- | ---- | --- | -------- |
| 2019/20 | СК «Прометей»      | Кубок виклику  | 2    | 3    | 0    | 0   |          |
| 2021/22 | «Дукла» (Ліберець) | Ліга чемпіонів | 2    | 8    | 4    | 0,5 | [ 3 ]    |